# Gréti…! (egy kutya feljegyzései)
A Gréti…! (egy kutya feljegyzései) 1986-ban bemutatott magyar rajzfilm, melyet Nepp József írt és rendezett. Az animációs játékfilm producere Sárosi István. A zenéjét Deák Tamás szerezte. A tévéfilm a Pannónia Filmstúdió gyártásában készült, a Magyar Televízió forgalmazásában jelent meg. Műfaja filmdráma. 
Magyarországon 1987. május 2. és 3. között az M1-en vetítették le a televízióban, később az M2-n ismételték meg.

## Cselekmény
Gréti, egy németjuhász szuka, a film cím és főszereplője, egyben az ő belső monológjain keresztül van narrálva szinte az egész film. A rajzfilm bepillantást enged egy kutya hétköznapjaiba a 80-as évek Magyarországán. 
A történet ott veszi fel a vonalat, mikor Gréti már új otthonában kényelmesen jár kel. Meghódította gazdái szívét és ő a ház úrnője, legalábbis az elmondása szerint. Gréti kutya mód értelmez mindent, ami körülötte zajlik, és próbálja saját logikája szerint elmesélni a körülötte való történéseket.
Viszont Grétinek nem mindig volt boldog sora, és nem is volt ő mindig Gréti. Elmeséli ugyanis, hogy pályafutását egy másik család körében kezdte, Lady néven, akik egy városban éltek. Egyik alkalommal Gréti szerelembe esik egy Schnautzerrel a parkban. Szerelmük gyümölcseit viszont gazdái nem óhajtják megtartani, és megfosztják őket Ladytől. Lady persze ezt nam hagyja szó nélkül és az autó után ered, sajnos nem leli nyomát, helyette viszont szembe kerül megannyi kihívással, amivel egy kóbor kutyának meg kell birkóznia. Rengeteg küzdelem és szenvedés után utolsó lépésként átküzdi magát egy kapu alatt ezzel megérkezve ahhoz a családhoz, aki az új és örök otthonát biztosítja majd neki.
A film nagyobb részében Lady, akit új családja Grétinek keresztel, beilleszkedését követhetjük nyomon a vidéki, jómódú, középosztálybeli, kifejezetten állatbarát családba. A család egy fiatal házaspárból, Magda (komorna) és József (sofőr), valamint valamelyikük feltehetőleg anyjából, Mária (szakácsnő), áll. A címkéket Gréti ragasztja rájuk, és sokszor később is így hivatkozik rájuk. 
Gréti megismerkedik kutya szomszédaival is. A kedves, szintén kutyabarát szomszédasszony két kutyájával, Dinával és Hetykével, akiket barátnőinek tart. Valamint udvarlója is akad, Akela a környék rosszfiúja, aki folyton elkóborol és feltett szándéka minden szuka szívét elrabolni a környéken.  
Gréti tőlük sok különböző kutyasorsról szerez tudomást, amin keresztül a nézőt is beavatják abba, hogy a 80-as években, hogy s mint bántak a kutyákkal. Persze a mai napig is szembe találkozhatunk ezekkel a szomorú kutya sorsokkal, mint például, a kocsiból útszélre kidobott kutyák esetével.  

Végül pedig megtudhatjuk, hogy milyen célt tűz ki magának Gréti, mikor már teljesen új családja részévé sikerült válnia. Mivel első alom kölykétől megfosztották új kölyköket óhajt világra hozni, és Akela lesz ebben partnere. A film ezzel zárul, hogy családja körében kiskutyáit pátyolgatja. 

## Alkotók
- Írta, tervezte és rendezte: Nepp József
- Dramaturg: Kalmár András
- Zeneszerző: Deák Tamás
- Operatőr: Losonczy Árpád
- Hangmérnök: Bársony Péter
- Hangasszisztens: Zsebényi Béla
- Vágó: Hap Magda
- Vágóasszisztens: Völler Ágnes
- Háttér: N. Csathó Gizella
- Mozdulattervezők: Éber Magda, Kiss Iván, Szalay Edit, Uzsák János, Vas Zoltán, Zsilli Mária
- Rajzolták: Balikó Réka, Hegyi Zsuzsa, Kertész Judit, Könyves Tóth Antoinette, Kriskó Katalin, Lugosi Károly, Nyikos Lilian, Prunner Gabriella, Révész Gabriella, Szabados István, Szabó Géza, Wágner Judit, Zana János, Zsebényi Mária
- Festették: Balla Gábor, Bangó Gabriella, Bíró Péter, Demcsák Júlia, Frei Erika, Géczi Ildikó, Gonzales Mariann, Gyebnár Annamária, Gyökösi Kati, Károlyi Bori, Kaszás Éva, László Magda, Lettner Györgyi, Máté Mária, Nánási Eta, Nyakó Marianna, Otepka Tímea, Szili Mariann, Vadász Annamária, Varga Anikó
- Technikai munkatárs: Pintér Erzsébet
- Rendezőasszisztens: Kő Edit
- Színes technika: György Erzsébet
- Felvételvezető: Nemes Beatrix
- Gyártásvezető: Marsovszky Emőke
- Produkciós vezető: Sárosi István

- A laboratóriumi munkák a Magyar Filmlaboratórium Vállalatnál készültek
- A Magyar Televízió megbízásából a Pannónia Filmstúdió készítette

## Szereplők
- Gréti: Bánsági Ildikó
- Akela: Sztankay István
- Dina: Pécsi Ildikó
- Hetyke: Hűvösvölgyi Ildikó
- Szultán: Bács Ferenc
- Magda (asszony): Kovács Nóra
- József (férfi): Lőte Attila
- Mária (idős hölgy): Komlós Juci
- Idős kutya: Tyll Attila
- Kis fekete kutya: Usztics Mátyás
- Margit szomszéd: Földessy Margit
- Sátán: Botár Endre
- Állatorvos kutyája: Szersén Gyula
- Fekete kutya: Miklósy György
- Tacskó: Lesznek Tibor
- Foltos kutya: Tarján Péter
- Bulldog: Konrád Antal
- Komondor: Raksányi Gellért
- Vizsla: Malcsiner Péter
- Nősténymacska: Magda Gabi
- Úszómester: Szabó Ottó